# Fisser & v. Doornum

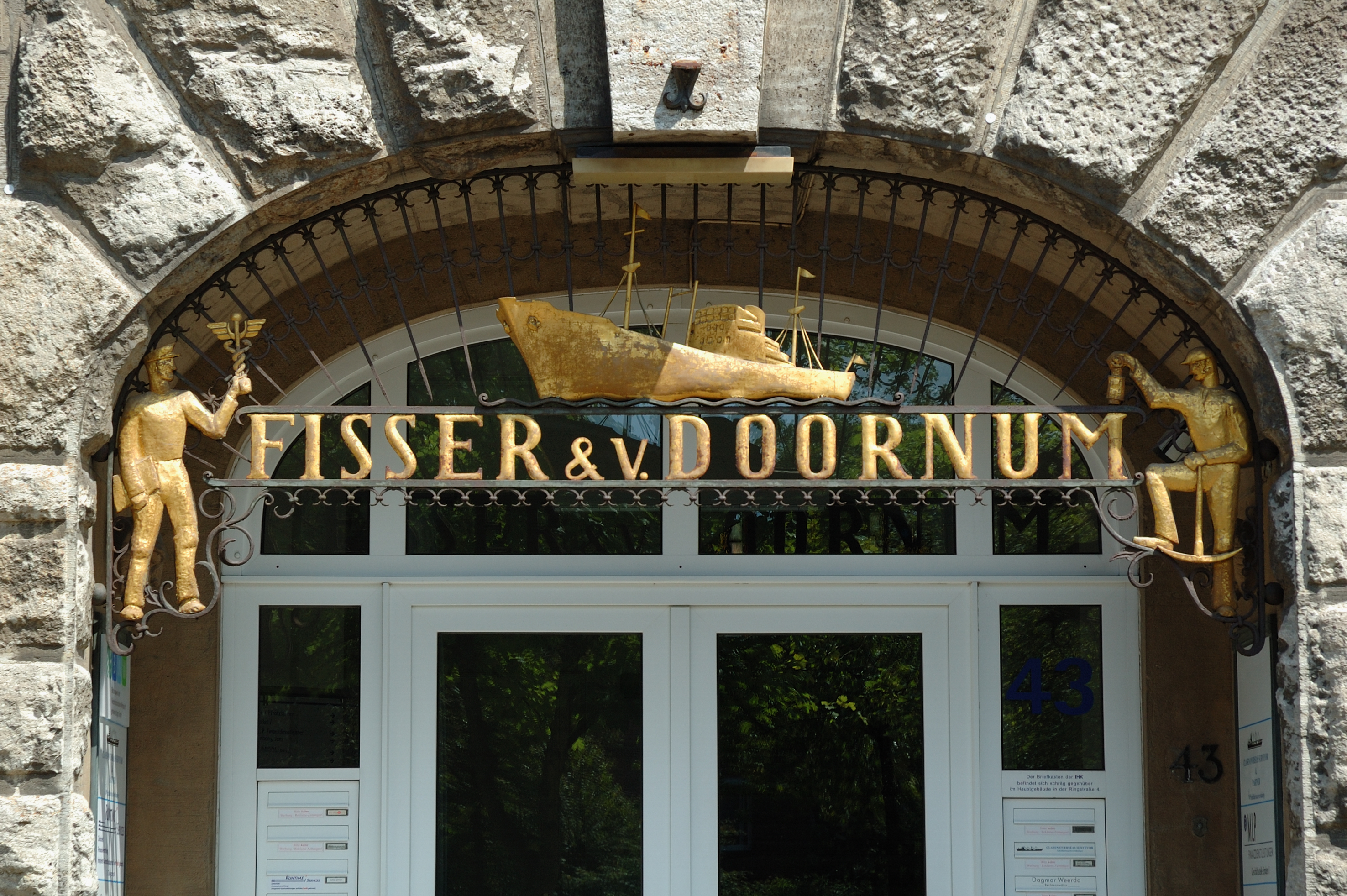
Firmenschild über dem Eingang der Niederlassung in Emden

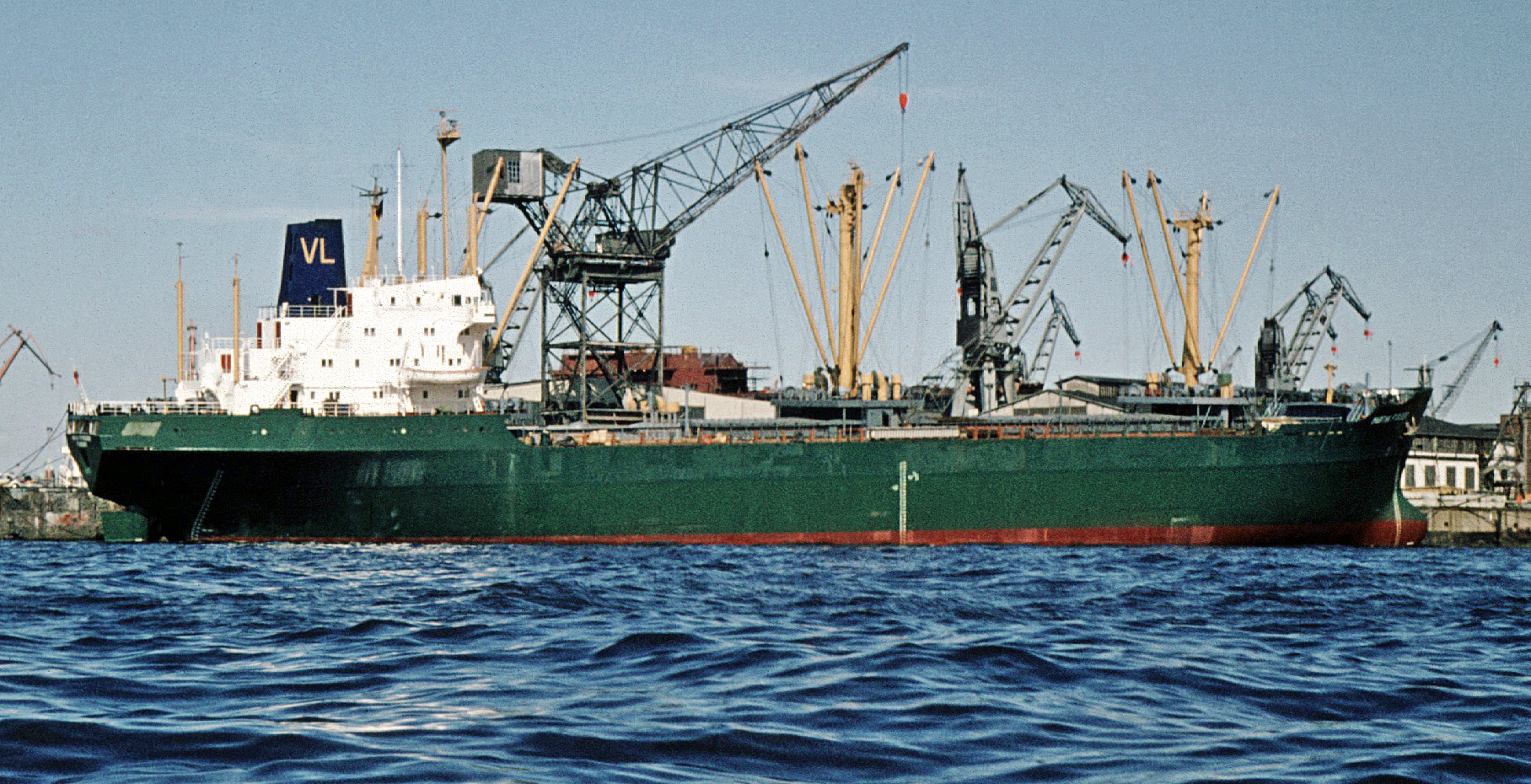
Die Martha Fisser vom Typ German Liberty (1973)

Die Kommanditgesellschaft Fisser & v. Doornum GmbH & Co. ist eine deutsche Reederei mit Sitz in Hamburg, die weltweit in der Seeschifffahrt tätig ist.

## Geschichte
Gegründet wurde das Unternehmen am 2. Oktober 1879 in Emden. Die Gründer Carl Heinrich Gerhard Fisser und Christoph Diedrich van Doornum bauten zunächst einen Kohlen- und Holzhandel auf und kamen durch den Import britischer Kohle und skandinavischen Holzes mit dem Schifffahrtsgeschäft in Berührung. Um 1900 übernahm Fisser den Geschäftsanteil van Doornums. Unter der Führung der beiden Fisser-Söhne Hendrik und Carl Fisser stieg das Unternehmen in das Reedereigeschäft ein und übernahm 1925 das erste eigene Schiff, den 1902 bei William Doxford & Sons gebauten Turret-Dampfer Konsul Carl Fisser. In den folgenden Jahren wurden weitere Schiffe hinzugekauft und das Reedereigeschäft erweitert. 1926 eröffnete man die erste Zweigstelle in Bremen und 1938 eine in Hamburg, aus der sich später der heutige Hauptsitz entwickelte. Zum eigenen Reedereibetrieb kam in den nächsten Jahren auch die Bereederung und Vercharterung für andere Eigner und eine Stauerei hinzu. Von den zehn Schiffen mit einer Tragfähigkeit von rund 60.000 Tonnen, die die Reederei zu Beginn des Zweiten Weltkriegs besaß, gingen acht durch die folgenden Kriegsjahre verloren.
Nach dem Ende des Zweiten Weltkriegs arbeitete das Unternehmen nur als Spedition, da bis 1948/49 keine eigenen Schifffahrtsaktivitäten unter deutscher Flagge aufgenommen werden durften. Mit der im Oktober 1949 gebraucht erworbenen Martha Hendrik Fisser und der 1950 neu übernommenen Hendrik Fisser begann der Nachkriegsaufbau der Reederei, deren Arbeitsbereich sich in den folgenden Jahrzehnten weiter ausweitete. In den 1960er Jahren wurde die Führung an Frank Fisser übergeben, der die Reedereileitung Klaus H. Johns überließ. Fisser baute in dieser Zeit eine Linienagentur auf, die beispielsweise die Reedereien OOCL, Sowkomflot, DSR, Compagnie Nationale Algérienne de Navigation, Nedlloyd oder Van Ommeren vertrat. Die Flotte, die 1962 eine Gesamttragfähigkeit von 140.000 Tonnen erreicht hatte, wurde in den 1960er und 1970er Jahren durch den Verkauf älterer Schiffe und neuere Zukäufe und Neubauten erneuert und vergrößert. In den 1960er Jahren übernahm Klöckner & Co die Hälfte der Geschäftsanteile von Fisser & v. Doornum, die zu dieser Zeit den kompletten Import und Export von Eisenerz- und Stahl für Klöckner abwickelte.
1970 gaben Fisser & van Doornum und die Mitgliedsreedereien Aug. Bolten Wm. Miller’s Nachfolger, Franz Hagen und Bernhard Schulte eine Zehnerserie kleiner Mehrzweck-Stückgutschiffe des Typs Porter in den Niederlanden in Auftrag, deren Einsatz von Fisser & van Doornum über einen Befrachtungspool der Trampreedervereinigung Trampko organisiert wurde. Die Initiative zur Trampko ging von Klaus H. Johns aus. 1975 folgte ein vergleichbarer Bauauftrag für zehn Trampko-Bulker, deren Befrachtungspool erneut von Fisser & van Doornum verwaltet wurde. Aus den gemeinsamen Bauaufträgen erwuchs später auch eine gemeinsame Ersatzteilverwaltung. Die Bereederung durch Fisser & van Doornum wuchs in den 1970er Jahren auf etwa 45 Schiffe verschiedener Typen und Abmessungen. In den 1980er Jahren stieg die Reederei in den Betrieb von Chemikalientankern ein und erwarb zwischenzeitlich abgegebene Geschäftsanteile zurück. Nach dem Tod von Frank Fisser übernahmen dessen Söhne Michael und Christian Fisser die Unternehmensführung. Ende der 1990er Jahre gab die Reederei 16 Feederschiffe mit etwa 380 TEU in China in Auftrag und stieg mit dem Tochterunternehmen Fastbox in das Containergeschäft ein.
Bis 1999 war die Reederei Mitglied der Hamburger Trampreeder-Kooperation Trampko.